# Polo aquático nos Jogos Olímpicos de Verão de 2020 - Qualificação masculina
Este artigo detalha a fase de qualificação masculina do polo aquático nos Jogos Olímpicos de Verão de 2020. (As Olimpíadas foram adiadas para 2021 devido à pandemia de COVID-19). A qualificação entregou vagas para doze equipes: o país-sede, a melhor equipe da Liga Mundial, as duas melhores no Campeonato Mundial, as cinco campeãs dos torneios de qualificação continental e as três melhores no torneio de qualificação olímpica.

## Sumário de qualificação
| Evento                                | Datas                                | Local        | Vagas | Qualificado(s) |
| ------------------------------------- | ------------------------------------ | ------------ | ----- | -------------- |
| País-sede                             | 7 de setembro de 2013                | Buenos Aires | 1     | Japão          |
| Liga Mundial de Polo aquático de 2019 | 18 a 23 de junho de 2019             | Belgrado     | 1     | Sérvia         |
| Campeonato Mundial da FINA de 2019    | 15 a 27 de julho de 2019             | Gwangju      | 2     | Itália         |
| Campeonato Mundial da FINA de 2019    | 15 a 27 de julho de 2019             | Gwangju      | 2     | Espanha        |
| Jogos Pan-Americanos de 2019          | 4 a 10 de agosto de 2019             | Lima         | 1     | Estados Unidos |
| Seleção Continental da Oceania        | —                                    | —            | 1     | Austrália      |
| Seleção Continental Africana          | —                                    | —            | 1     | África do Sul  |
| Campeonato Europeu de 2020            | 14 a 26 de janeiro de 2020           | Budapeste    | 1     | Hungria        |
| Jogos Asiáticos de 2018               | 25 de agosto a 1 de setembro de 2018 | Jakarta      | 1     | Cazaquistão    |
| Torneio de Qualificação Olímpica      | 14 a 21 de fevereiro de 2021         | Roterdã      | 3     | Croácia        |
| Torneio de Qualificação Olímpica      | 14 a 21 de fevereiro de 2021         | Roterdã      | 3     | Grécia         |
| Torneio de Qualificação Olímpica      | 14 a 21 de fevereiro de 2021         | Roterdã      | 3     | Montenegro     |
| Total                                 |                                      |              | 12    |                |

## Liga Mundial de Polo Aquático de 2019
A melhor equipe na Liga Mundial de 2019 qualificou para as Olimpíadass.
| Posição | Equipe      |
| ------- | ----------- |
|         | Sérvia      |
|         | Croácia     |
|         | Austrália   |
| 4       | Espanha     |
| 5       | Hungria     |
| 6       | Japão       |
| 7       | Cazaquistão |
| 8       | Canadá      |

## Campeonato Mundial de 2019
As duas melhores equipes no Campeonato Mundial da FINA de 2019 qualificaram para as Olimpíadas.
| Posição | Equipe         |
| ------- | -------------- |
| 1       | Itália         |
| 2       | Espanha        |
| 3       | Croácia        |
| 4       | Hungria        |
| 5       | Sérvia         |
| 6       | Austrália      |
| 7       | Grécia         |
| 8       | Alemanha       |
| 9       | Estados Unidos |
| 10      | Montenegro     |
| 11      | Japão          |
| 12      | África do Sul  |
| 13      | Brasil         |
| 14      | Cazaquistão    |
| 15      | Coreia do Sul  |
| 16      | Nova Zelândia  |

## Torneios Continentais
Uma equipe de cada evento de qualificação continental estará qualificada para as Olimpíadas.

### Ásia
Nur-Sultã, Cazaquistão, deveria ser a sede do torneio continental asiático de 12 a 16 de fevereiro de 2020. No fim de janeiro, o torneio foi cancelado, devido à suspensão de voos e vistos da China pelo governo cazaque devido a preocupações com a pandemia de COVID-19 na região oriental da China. No meio de fevereiro, a AASF decidiu utilizar a classificação final dos Jogos Asiáticos de 2018 para alocar as vagas continentais aos vencedores e as vagas no torneio de qualificação mundial para as equipes seguintes no torneio.

### Europa
| Posição | Equipe        |
| ------- | ------------- |
| 1       | Hungria       |
| 2       | Espanha       |
| 3       | Montenegro    |
| 4       | Croácia       |
| 5       | Sérvia        |
| 6       | Itália        |
| 7       | Grécia        |
| 8       | Rússia        |
| 9       | Alemanha      |
| 10      | Geórgia       |
| 11      | Romênia       |
| 12      | Turquia       |
| 13      | França        |
| 14      | Eslováquia    |
| 15      | Países Baixos |
| 16      | Malta         |

### Américas
| Posição           | Equipe         |
| ----------------- | -------------- |
| Medalha de ouro   | Estados Unidos |
| Medalha de prata  | Canadá         |
| Medalha de bronze | Brasil         |
| 4                 | Argentina      |
| 5                 | Cuba           |
| 6                 | Porto Rico     |
| 7                 | México         |
| 8                 | Peru           |

## Torneio de Qualificação Mundial
O torneio estava programado para ser realizado em Roterdã, Países Baixos, de 31 de maio a 7 de junho de 2020, porém foi adiado para 14 a 21 de fevereiro de 2021 devido à pandemia de COVID-19. O sorteio das chaves foi realizado na sede da FINA em Lausanne, Suíça, em 11 de fevereiro de 2020. As três melhores equipes conquistaram a vaga para as Olimpíadas. O torneio foi finalmente realizado de 21 a 28 de fevereiro de 2021.

### Classificação final
| Posição           | Equipe        |
| ----------------- | ------------- |
| Medalha de ouro   | Montenegro    |
| Medalha de prata  | Grécia        |
| Medalha de bronze | Croácia       |
| 4                 | Rússia        |
| 5                 | Países Baixos |
| 6                 | França        |
| 7                 | Geórgia       |
| 8                 | Canadá        |
| 9                 | Romênia       |
| 10                | Brasil        |
| 11                | Alemanha      |
| DSQ               | Turquia       |